# Gerhard Hotz
Gerhard Hotz (* 8. Juni 1880 in Basel; † 4. Juni 1926 ebenda)  war ein Schweizer Chirurg und Lehrstuhlinhaber in Basel.

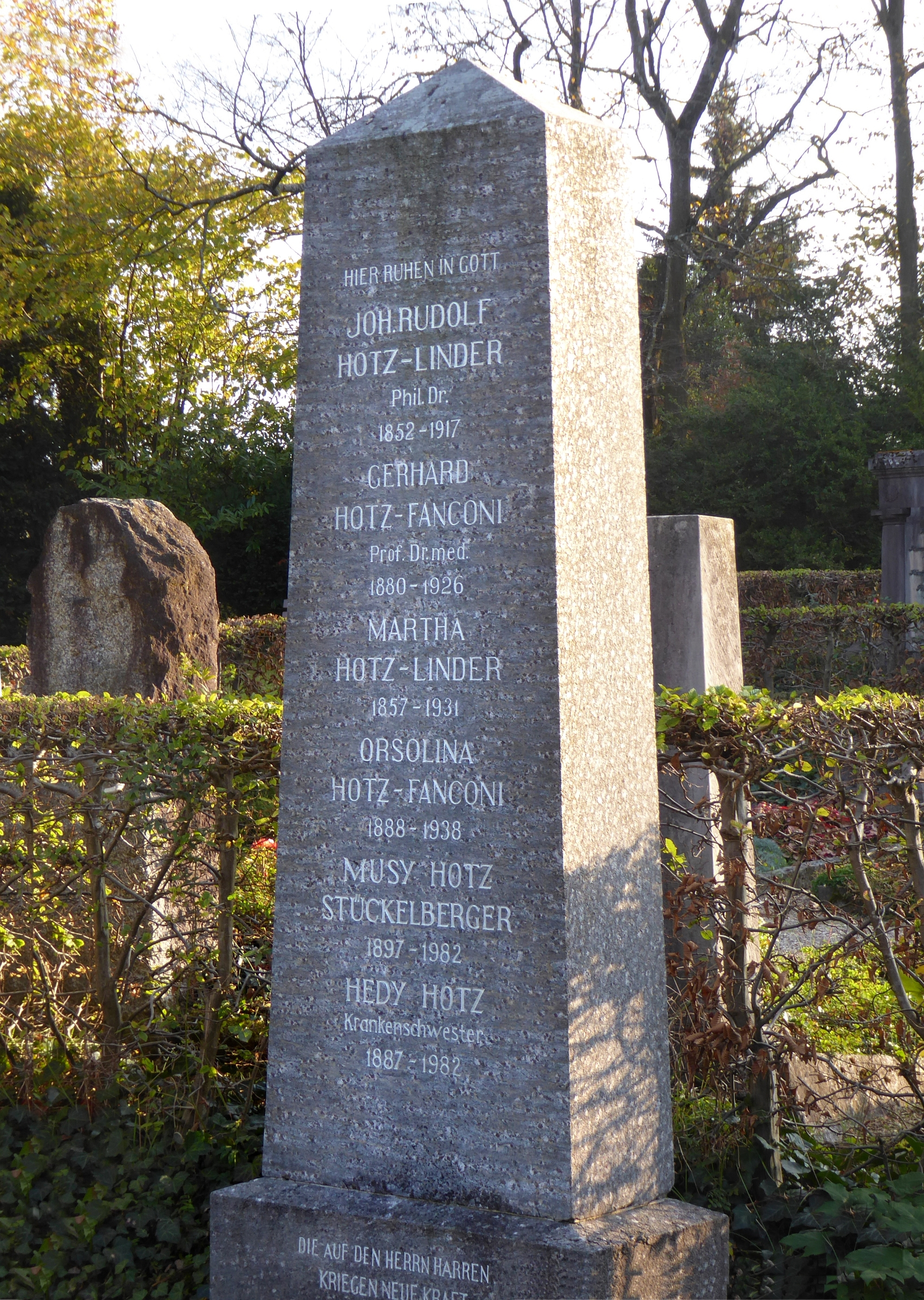
Familiengrab auf dem Friedhof Wolfgottesacker

Sein Vater war der Gymnasiallehrer Rudolf Hotz-Linder. Hotz war ein ausgezeichneter Schüler (Primus), interessierte sich für Naturwissenschaften und  studierte von 1899 bis 1905 Medizin in Basel (und ein Semester in Berlin). In seiner Dissertation befasste er sich mit Stoffwechseluntersuchungen. 1905 wurde er Assistenzarzt an der chirurgischen Klinik in Basel bei Eugen Enderlen, der ihn bei seinem Wechsel nach Würzburg 1907 an die Chirurgische Klinik der Universität Würzburg mitnahm, wo Hotz als 2. und ab 1910 1. chirurgischer Assistent tätig wurde und mit seinem Lehrer Enderlen später Mitbegründer der modernen Kropfchirurgie wurde.
Im Jahr 1909 habilitierte er sich in Würzburg und wurde 1911 ausserordentlicher Professor. Er wollte sich in Chicago chirurgisch weiterbilden, erhielt aber 1912 einen Ruf als Oberarzt an das Evangelische Diakonissenhaus in Freiburg im Breisgau verbunden mit einer ausserordentlichen Professur an der Universität Freiburg und verließ 1913 Würzburg. Er blieb auch im Ersten Weltkrieg (mit Erlaubnis des Schweizerischen Oberfeldarztes) in Freiburg, als sein Krankenhaus in ein Lazarett für Soldaten umgewandelt wurde. Dabei sammelte er auch Erfahrung mit Kriegsverletzungen wie traumatischer Enzephalomalazie. 
Als auch Freiburg bombardiert wurde (das seinem Haus benachbarte Anatomische Institut brannte 1917 durch Fliegerbomben ab) nahm er im November 1918 einen Ruf nach Basel an als Ordinarius für Chirurgie und Direktor der chirurgischen Klinik als Nachfolger von Fritz de Quervain.
Hotz war in der Sanitätskommission und der Kommission der Marcel Benoit Stiftung, lehnte aber eine Aufnahme in den Großen Rat von Basel ab. Er war Mitarbeiter an Band 6 der ersten Auflage des Handbuchs der inneren Medizin.
Hotz war 1914 und 1918 wegen Magengeschwüren operiert worden und war sich der ständigen Gefahr bewusst. Schliesslich verstarb er 1926 an einer Magenperforation, die auf einer Dienstreise nach Wien eintrat.  
Hotz war mit Orsolina Fanconi verheiratet und hatte sechs Kinder. Seine letzte Ruhestätte fand Gerhard Hotz auf dem Friedhof Wolfgottesacker in Basel.